# Bryse Peaks
Die Bryse Peaks sind ein kleiner Nunatak mit zwei Gipfeln im ostantarktischen Prinzessin-Elisabeth-Land. In den Grove Mountains ragen sie 6 km nordnordöstlich der Mason Peaks auf.
Kartiert wurden sie anhand von Luftaufnahmen, die zwischen 1956 und 1960 im Rahmen der Australian National Antarctic Research Expeditions entstanden. Das Antarctic Names Committee of Australia (ANCA) benannte ihn nach dem australischen Topografiezeichner R. A. Bryse, der als Mitarbeiter im australischen Ministerium für nationale Entwicklung an der Erstellung von Kartenmaterial über Antarktika beteiligt war.